# Sámer Issa
Sámer Issa (* 7. srpna 1985 Děčín) je český zpěvák, účastník televizní soutěže Česko hledá SuperStar.

## Život
Dětství prožil v Damašku v Sýrii, od 6 let žije v Česku. Ze Sýrie pochází jeho otec, jeho matka je Češka. Má mladšího sourozence Marwana.
V roce 2004 se účastnil 1. ročníku soutěže Česko hledá Superstar, kde se umístil na 3. místě. Zpíval např. tyto písně: Against All Odds od Phila Collinse, A Hard Day's Night od Beatles, Don't Speak od No Doubt, It's Raining Men od The Weather Girls nebo Billie Jean od Michaela Jacksona.
Profiluje se nejen jako autor hudby, ale i textů, které jsou převážně v anglickém jazyce, rovněž se zabývá tancem.

## Tvorba

### Busted – 2004
Po účasti v soutěži Superstar vydal svou první desku Busted ve stylu pop/r'n'b, ze které vzešly dva singly Busted a Shake it. Ty byly doplněny videoklipy. Desky se prodalo 50 000 kusů[zdroj?] a získala během prvních 14 dní dvouplatinovou desku. Na tomto albu se objevil i duet s Martinou Balogovou Adorable. Na desce spolupracovali Gábina Osvaldová, Ondřej Brzobohatý, Ondřej Soukup, Radoslav Banga, Daniel Hádl, americký producent Jorge Corante, Sugababes s Christinou Aguilerou. Desku křtili manželé a skladatelé Gábina Osvaldová a Ondřej Soukup.

### Break The Silence – 2005
Po roce vydal svou druhou desku s názvem Break The Silence ve stylu hip hop/r'n'b. Kromě Sámera Issy na albu zpívá i Martina Balogová, Victoria, na písních se podíleli DJ Wich a Ondřej Brzobohatý. Album křtil skladatel Karel Svoboda[zdroj?] s manželkou Vendulou Svobodovou. Desky se prodalo více než 8 000 kopií a byla oceněna zlatou deskou. Na píseň Až zastavíme čas byl natočen videoklip a v roce 2007 ji Issa přezpíval do ruského jazyka.

### MY WAY - 2011
23. 11. 2011 – Po šesti letech vydal nové album s názvem My Way a hned si za něj přebral během křtu v Praze Zlatou desku.

### Spolupráce
Sámer Issa má za sebou také několik spoluprací, mezi ty nejzajímavější patří duet s Martinou Balogovou na její debutové desce I Am Not From Here s názvem Timeless, jehož původní verzi nazpívala první americká Superstar Kelly Clarkson a její kolega z téže soutěže, Justin Guarini.
Hostoval na desce českého producenta DJ Neo. Na album 'Heartbreak Club' nahrál zpěvák dvě písně 'When I Am With Her' a 'Ignorants'. Desky 'Heartbreak Club' se podle dostupných informací prodalo přes 5000 kusů.[zdroj?]
Hi Def, Gina Di Malta, Madalena Joao,Diana Steknovych, Pavlína Dubná, Sharlotte Štiková, DJ Wich, Hanna Pekhart,

### Tanec
V letech 2004–2007 Sámera Issu doprovázela taneční skupina Dance2xs, pak je na krátkou dobu nahradila taneční skupina JAD Company pod vedením Yemiho A.D., kterou střídal s tanečníky break dance. Poté Sámer Issa začal spolupracovat se skupinou Art Edition a JUSTINCREDIBLE TEAM.
Tváří značky DMX-GEAR - 2017
Nejvýraznější tváří byl jeden z finalistů pěvecké soutěže Česko hledá superstar Sámer Issa.

## Koncerty

### Tour
Jeho první halové tour pod značkou LG probíhalo po největší halách v České republice společně s dalšími účastníky soutěže Česko hledá Superstar a bylo divácky velmi úspěšné.
Následovalo klubové tour k desce Break The Silence. Na jedné z jeho zastávek v pražském klubu Face To Face zazpíval píseň Hot And Wet se zpěvačkou Victorií.

### Eurosong – 2007 & 2008
V letech 2007 a 2008 se Sámer Issa účastnil národních kol soutěže v Česku.
- V roce 2007 Sámer Issa vystupoval s písní 'When I Am with Her' od producenta DJ Nea s choreografií tanečníků ze skupiny Dance2XS. V tomto roce zpěvák končí na třetím místě. Vítězem se stala skupina Kabát, která však v zahraničním finále neuspěla.

- V roce 2008 byl Sámer Issa opět vybrán pro české kolo Eurosongu, kterého se zúčastnil s písní 'Pick A Star' od ruského producenta Jurije Nikitina a s doprovodem taneční skupiny JAD Company a dvou vokalistek. Zpěvák se opět umisťuje v Top 3.

### New Wave – 2007
Z 8 000 přihlášených mladých zpěváků z celého světa byl do semifinále o počtu 169 účastníků na základě zaslaných audiovizuálních prezentací vybrán i Sámer Issa. Boj do finále se konal v Moskvě a postoupilo do něj včetně Sámera Issy 19 finalistů. Finále následně proběhlo v lotyšské Jurmale, kde zpěvák zazpíval písně od R. Kellyho "I Believe I Can Fly", "Pár Kapitol" a novinku 'Let Me In', kterou složil společně s Jurijem Nikitinem. Ve velké konkurenci nakonec končí na 12. místě. Kromě účasti v mezinárodní prestižní soutěži si splnil jeden ze svých největších hudebních snů - zazpíval si s legendárním soulovým zpěvákem Stevie Wonderem s ostatními finalisty na jednom pódiu – známý hit I Just Called To Say I Love You.
- 2007 vystupuje jako zahraniční host v Bělorusku na tamní soutěži krásy Miss Minsk
- 2008 byl jako speciální host na Tour ruské hvězdy Timatiho.

## Další aktivity
V roce 2008 TV Nova oslovila Sámera Issu ke spolupráci na pěvecké soutěži X Factor k moderování videí na internetových stránkách pořadu s názvem Sámerův Faktor X. Zde zjišťoval informace ze zákulisí a spoluvytvářel reportáže s finalisty soutěže.
V roce 2008 byl zpěvák Sámer Issa osloven k moderování akce v pražském klubu 'TAT' k příležitosti vyhlášení výsledků nejkrásnější čtenářka týdeníku SPY.
Od října roku 2008 do června 2009 moderoval internetovou seznamku na portálu muvi.cz pod názvem "Sámerova seznamka". Jeho úkolem bylo pomoci najít účastníkům správného partnera či kamaráda, kterého daný soutěžící hledal.
V roce 2019 se objevil jako host v albu TIMBERLAKETRAPPED v písni "Party u mě doma" rappera CA$HANOVA BULHARA.
V roce 2021 vydal singl s videoklipem Nedochází,[zdroj?] o rok později vydal singly s klipem Jsem to Já a Devil's Beat.
V roce 2025 bylo oznámeno bojovou organizací ClashMMA, že Sámer nastoupí na jejich jedenáctém turnaji ve Sportovní hale Fortuna, kde bude jeho soupeřem také známý zpěvák Martin Kocián. (Zápas vyhrál po třech kolech na body).

### Reklamy
V roce 2004 natáčí Sámer Issa televizní reklamu pro telefony LG. Další reklamu nafotil pro obuvnickou společnost Baťa.

## Ankety a ocenění
V roce 2004
- Zlatý Otto za anketu časopisu Bravo nejlepší R'n'B zpěvák a celkový vítěz

V roce 2005
- vítězem v kategorii R'n'B RGM hudebních cen Óčka
- vyhlášen časopisem Instinkt jako osobnost roku
- vyhlášen jako nejvíce sexy celebrita
- 2× platinová deska za album BUSTED

V roce 2006
- vítězem v kategorii R'n'B RGM hudebních cen Óčka

V roce 2007
- zlatá deska za album Break The Silence
- LAUREAT NEW WAVE 2007
- Sexy muž 2007
- televizní anketa TýTý 2007, druhé místo za Karlem Gottem

V roce 2008
- první místo v Jetix Kids Awards, nejlepší zpěvák roku
- v anketě TýTý 2008 druhé místo za Karlem Gottem

V roce 2009
- Nej sexy muž na super.cz
- Zlatý Otto časopisu Bravo
- v anketě TýTý 2009 druhé místo za Karlem Gottem
- vítězem v kategorii R'n'B RGM hudebních cen Óčka